# 江角英明
江角 英明（えすみ えいめい、1935年10月5日 - 2004年8月22日）は、日本の俳優、声優、ナレーター。本名：江角 英明（えすみ ひであき）。別名義：江角 英。
島根県木次町（現・雲南市）出身。島根県立三刀屋高等学校、多摩美術大学附属芸術学園演劇科卒業。

## 来歴・人物
劇団青年座、劇団俳優小劇場、グループ鬼宴同人、現代制作舎、ぱらーた企画、九プロダクションに所属していた。アマチュア劇団区民とつくる地場演劇の会代表。
劇団青年座の旗揚げ公演『第三の証言』を鑑賞したことから俳優を志し、多摩芸術学園卒業後の1957年に青年座に研究生として入団。1958年、『怪しき村の旅人』の村の青年役が初舞台。1959年の『第五福竜丸』が映画デビュー作となる。
1960年代から約20年以上にわたり日活のスクリーンで活躍。特にロマンポルノでは宮下順子とのコンビで独自の存在感を表した。またテレビドラマでも名悪役として多数の出演作を残した。また多くのアニメや洋画の吹き替えを担当し、『ルパン三世 (TV第1シリーズ)』のパイカル役、『こちら葛飾区亀有公園前派出所』の屯田五目須役でも知られている。
2004年8月22日、胃癌のため東京都港区内の病院で死去。68歳没。2006年に公開された青山真治監督・浅野忠信主演の映画『エリ・エリ・レマ・サバクタニ』のエンドロールに「江角英明とネロに捧ぐ」との内容のメッセージが記された。また、出演していた『こちら葛飾区亀有公園前派出所』は死去以前から年内でのレギュラー放送終了が決定しており、その矢先の死となった。
特技は狂言、バレエ。

## 後任
江角の死後、持ち役を引き継いだ人物は以下の通り。
| 後任     | キャラクター名 | 概要作品                                | 後任の初担当作品                |
| -------- | -------------- | --------------------------------------- | ------------------------------- |
| 糸博     | プレスベリ教授 | 『シャーロック・ホームズの冒険 這う人』 | 完全版追加吹替部分              |
| 西村仁   | 屯田五目須     | 『こちら葛飾区亀有公園前派出所』        | 第329話                         |
| 野沢那智 | パイカル       | 『ルパン三世 (TV第1シリーズ)』          | 『ルパン三世 生きていた魔術師』 |

## 出演作品

### テレビドラマ
- 鉄道公安36号 第129話「見知らぬ顔」（1965年、NET）
- ザ・ガードマン（TBS / 大映テレビ室）
  - 第104話「白昼の大襲撃」（1967年）
  - 第127話「現金強奪作戦」（1967年)
  - 第155話「絶望の３６時間」（1968年)
  - 第320話「ボウリング場殺人事件」（1971年）
  - 第336話「セクシー娘・お色気捕物帖」（1971年）
- 大河ドラマ（NHK）
  - 竜馬がゆく（1968年） - 山崎丞 / 樋口真吾
  - 国盗り物語（1973年） - 茶店の浪人
  - 花神（1977年） - 三間市之進
  - 獅子の時代（1980年） - 山県有朋
  - 徳川家康（1983年） - 大久保猪之助
  - 山河燃ゆ（1984年） - 刑事
  - 翔ぶが如く（1990年） - 高崎
- 風 第18話「過去からの呼出し状」（1968年、TBS / 松竹）
- 秘密指令883 第14話「黒いカーブ」（1968年、CX / 大映テレビ室）- 中島
- ローンウルフ 一匹狼 第23話「パリ行461便」（1968年、NTV / 東映）
- 東京バイパス指令 第14話「謀殺」（1969年、NTV / 東宝）
- キイハンター（TBS / 東映）
  - 第81話「花模様の死刑台」 (1969年)
  - 第96話「死刑結婚式」（1970年）
  - 第128話「大脱走は死刑台で始まった」（1970年）
- 五番目の刑事 第18話「燃えろ! 悪魔の火」（1970年、NET / 東映） - 安達
- 金メダルへのターン!（1970年、CX / 東宝）
- 大江戸捜査網（12ch→TX / 日活→三船プロ→ヴァンフィル→G・カンパニー）
  - 第1話「命知らずが闇を斬る」（1970年）
  - 第239話「怨みの米騒動」（1976年） - 二宮
  - 第432話「めおと十手一番手柄」（1980年） - 秋川右近
  - 第447話「幻の恋に泣く女」（1980年） - 鬼頭
  - 第461話「人情 男涙の恩返し」（1980年） - 松永多門
  - 第483話「遊女が見た幸せの夢」（1981年） - 辰蔵
  - 第502話「幻を慕う女」（1981年） - 矢島
  - 第611話「美女必殺剣! 非情の果し状」（1983年） - 早坂吉右衛門
  - 第622話「処刑直前! 清次郎命の賭け」（1983年） - 小笠原采女
  - 新 大江戸捜査網 第23話「色街おんな怨み歌」（1984年） - 花菱屋
  - 平成版 第1シリーズ 第17話「十手悲話 娘目明し一番手柄」（1991年） - 升造
- 柳生十兵衛 第10話「黒竜の秘密」（1970年、CX / 東映） - 後藤
- 鬼平犯科帳（NET / 東宝）
  - 第1シリーズ 第42話「恋文」（1970年） - 辰吉
  - 第2シリーズ 第8話、第9話「兇剣（前編、後編）」（1971年） - 猫鳥の伝五郎
- 男は度胸（1970年 - 1971年、NHK）
- 必殺シリーズ（ABC / 松竹）
  - 必殺仕掛人 第26話「沙汰なしに沙汰あり」（1973年） - 又七
  - 必殺仕事人V・激闘編 第29話「主水、まっ青に染められる」（1986年） - 宗兵衛
- 剣客商売 第4話「井関道場、四天王」（1973年、CX / 東宝 / 俳優座） - 渋谷虎三郎
- ファイヤーマン 第19話「宇宙怪獣対原始怪獣」（1973年、NTV / 円谷プロ） - 重吉
- 子連れ狼（NTV / ユニオン映画）
  - 第一部 第11話「三途の川の乳母車」（1973年） - 仁助
  - 第二部 第3話「柳生草術五車」（1974年） - 三留
- 伝七捕物帳（1974年、NTV）
- 俺たちの勲章 第14話「雨に消えた…」（1975年、NTV / 東宝）
- プレイガールQ  第35話「可愛いあばずれ」（1975年、12ch / 東映） - 唐沢
- 長崎犯科帳 第25話「欲ボケ野郎は海へ沈めろ」（1975年、NTV / ユニオン映画） - 駒八
- 大都会シリーズ（NTV / 石原プロ）
  - 大都会 闘いの日々 第10話「憎しみの夜に」（1976年）
  - 大都会 PARTIII（1979年）
    - 第32話「城西市街戦」 - 弓削刑事課長
    - 第36話「密告屋」 - 戸倉組幹部
- Gメンシリーズ（TBS / 東映→近藤照男プロ）
  - Gメン'75
    - 第68話「小管一丁目35番地東京拘置所」（1976年） - CIA工作員
    - 第112話「宇宙食の恐怖」（1977年） - 刑事
    - 第115話「午前0時・女のミステリー」（1977年） - 松宮五郎
    - 第216話「口裂け女連続殺人事件」（1979年） - 野瀬光一（刑事）
    - 第247話「午前0時の漂流死体」（1980年） - 大野茂
    - 第273話「怪談・死霊の棲む家」（1980年） - 黒谷署刑事課長
    - 第276話「夜囁く女の骸骨」（1980年） - 大町刑事課長
    - 第281話「夜歩く魔物の花嫁」（1980年） - 大町刑事課長
    - 第285話「満月の夜 女の血を吸う男」（1980年） - 大町刑事課長
    - 第324話「深夜放送に届いたバラバラ死体」（1981年） - 城西署警視
    - 第331話「新GメンVSニセ白バイ軍団」（1981年） - 城西署捜査一係長
    - 第347話、第348話「生き返った5年前の死体」（1982年） - 真田刑事
    - 第355話「サヨナラGメン75 また逢う日まで」（1982年） - 捜査主任A

  - Gメン'82 第8話「ジングルベルに踊る死体」（1982年） - 捜査主任
- 華麗なる刑事 第28話「明日のない男」（1977年、CX / 東宝） - 黒木
- 特捜最前線（ANB / 東映）
  - 第42話「Gメン・波止場に消ゆ!」（1978年） - 平林部長刑事
  - 第197話「焼死体・三つの鍵の謎!」（1981年）
  - 第222話「亡霊が見舞いに来る夜!」（1981年）
  - 第236話「深夜便の女!」（1981年）
  - 第261話「ニューナンブ38口径!」（1982年）
- 大追跡（1978年、NTV / 東宝） - 荒木刑事主任
  - 第3話「悪女が踊る」
  - 第7話「札束と赤いバラ」
  - 第23話「殺人刑事ウォンテッド」
- 太陽にほえろ!（NTV / 東宝）
  - 第313話「真夏の悪夢」（1978年） - 矢口鉄二
  - 第339話「暴発」（1979年） - 宮坂（竜神会組長）
  - 第367話「跳べ! スニーカー」（1979年） - 菊池
  - 第397話「音の告発」（1980年） - 浅倉社長
  - 第527話「雨の降る街」（1982年） - 矢部社長（旭貿易）
  - 第578話「一係皆殺し!」（1983年） - 上松義一
  - 第607話「狼を追え!」（1984年） - 高山（明和企画組長）
  - 第628話「ヒーローになれなかった刑事」（1984年） - 保険会社調査員
  - 第675話「死にゆく女のために」（1985年） - 前島浩二
  - 第692話「捜査に手を出すな!」（1986年） - 響組幹部
  - 太陽にほえろ!PART2 第4話「俺は殺された」（1986年） - 響組東京支部長
- 大空港 （CX / 松竹）
  - 第16話「特捜部対ヤクザ 女医三森亜矢子が敵の手に!」（1978年） - 源田組幹部・大宮
  - 第77話「空港特捜部よ・永遠に! -前篇-」- 第78話「空港特捜部よ、永遠に! -後篇-」（1980年） - 清風産業理事・宮永
- 俺たちは天使だ! 第2話「運が良ければ五千万」（1979年、NTV / 東宝） - 竜神会幹部
- 新五捕物帳 第56話「恨みは残る三味の糸」（1979年、NTV / ユニオン映画） - 留吉
- ザ・スーパーガール （12ch / 東映） 
  - 第24話「人妻売春・女が泣いたレイプの罠」（1979年） - 吉岡治
  - 第43話「トルコ嬢殺人事件」（1980） - 大山
- 探偵物語（NTV / 東映芸能ビデオ）
  - 第4話「暴力組織」（1979年） - 坪内（宇田川会幹部）
  - 第14話「復讐のメロディー」（1979年） - 小林（銃砲店店主）
  - 第20話「逃亡者」（1980年） - 安井（関西赤誠会幹部）
- 西部警察シリーズ（ANB / 石原プロ）
  - 西部警察
    - 第10話「ホットマネー攻防戦」（1979年） - 三星商事重役
    - 第29話「島原の子守唄」（1980年） - 山中三郎
    - 第54話「兼子刑事 暁に死す」（1980年） - 白井明
    - 第123話「松田刑事・絶命!」（1982年） - 越川

  - 西部警察 PART-II 第16話「追撃」（1982年） - 服部刑事（東部署）
  - 西部警察 PART-III
    - 第7話「“大将”がやってきた!」（1983年） - 小沼（密輸組織幹部）
    - 第38話「長さんと泥棒」（1984年） - 東洋政治経済研究所幹部
    - 第47話「戦士よ、さらば…」（1984年） - 池田
- 土曜ドラマ / 男たちの旅路 第4部 第3話「車輪の一歩」（1979年、NHK）
- 日本名作怪談劇場 第6話「怪談 利根の渡」（1979年、12ch）- 野村彦右衛門
- 大激闘マッドポリス'80 第8話「破壊」（1980年、NTV / 東映） - 原
- 特命刑事 第10話「ファイナル・チャレンジ」（1980年、NTV / 東映） - 雨宮洋平
- ピーマン白書 第5話「新入部員求む! 校内暴力部」（1980年、CX / テレビマンユニオン）
- プロハンター（1981年、NTV / セントラル・アーツ）
  - 第3話「逃亡遊戯」
  - 第19話「標的は誰だ?」
- 闇を斬れ （1981年、KTV / 松竹）
  - 第7話「女色男色乱れ僧」 - 歳三
  - 第21話「人肌人形一夜妻」 - 矢部但馬守
- 連続テレビ小説 本日も晴天なり（1981年、NHK） 
  - 第34話 - 田中少佐
- 噂の刑事トミーとマツ 第2シリーズ 第4話「トミー失神! マツの死を呼ぶ警察手帳」（1982年、TBS / 大映テレビ） - 藤沢
- 影の軍団シリーズ（KTV / 東映）
  - 影の軍団II 第13話「人妻は影におびえる!」（1982年） - 現世法師
  - 影の軍団III 第13話「女相続人の秘密」（1982年）
- ザ・サスペンス / 柿ノ木坂の首吊り殺人事件（1982年、TBS / 東映）
- ザ・ハングマンシリーズ（ABC / 松竹芸能）
  - ザ・ハングマンII 第14話「ニトロ式美容コルセットで悪の減量を」（1982年） - 今村部長（権藤建設）
  - ザ・ハングマン4 第24話「落ちこぼれ小学生が密売組織と勝負する!」（1985年） - 小寺雄作（東洋義勇会会長）
  - ザ・ハングマンV 第9話「金塊に化けたヘソクリ200億を追え!」（1986年） - 柏木社長（五豊商事）
  - ハングマンGOGO 第13話「地上げ屋に転がされた少女!」（1987年） - 手島直之（手島開発社長）
- 水曜時代劇 / 御宿かわせみ 第2シリーズ 第16話「冬の桜」（1983年、NHK） - 茂十
- 土曜グランド劇場（NTV）
  - 事件記者チャボ! 第16話「えっ、チャボがドロボー!?」（1984年） - 刑事
  - 気分は名探偵 第11話「ミンク騒動!!」（1984年、ユニオン映画）
- 流れ星佐吉 第18話「とんだ情けの大道中」（1984年、KTV / 松竹）
- 少女に何が起ったか 第4話「こわい北海道旅行」（1985年、TBS / 大映テレビ）
- 暴れ九庵 第22話「熱い身体」（1985年、KTV / 東宝） - 勘七
- 遠山の金さんII 第9話「夕顔の女・炎のような愛でした!」（1985年、ANB / 東映） - 桜庭主膳 ※高橋英樹版
- 誇りの報酬 第6話「俺たち横浜定期便」（1985年、NTV / 東宝） - 横浜港東署・小林捜査一係長
- 私鉄沿線97分署
- 第9話 「あなたにもクリスマス」　(1984年、ANB / 国際放映)
- 第73話「同窓会でダブルパンチ!?」（1986年、ANB / 国際放映） - 東日貿易社長
- あぶない刑事シリーズ（NTV / セントラル・アーツ）
  - あぶない刑事
    - 第11話「奇襲」（1986年） - 内藤孝昭
    - 第37話「暴発」（1987年） - 工藤社長

  - もっとあぶない刑事 第2話「攻防」（1988年） - 時田ノボル
- ドラマ人間模様 / シャツの店（1986年、NHK）
- 水曜ドラマスペシャル / 夏樹静子の湖に立つ女（1986年、TBS / テレパック）
- 火曜サスペンス劇場（NTV）
  - 女検事・霞夕子（東海映画社→NTV映像センター） - 検事
    - 第2作「白い影」（1986年）
    - 第3作「非常階段を降りる女」（1987年）
    - 第4作「美しき容疑者」（1987年）
    - 第5作「家庭教師の殺人」（1988年）

  - グルメを料理する十の方法（1987年、円谷プロ）
  - 電話の向こうに誰かいる?（1990年、IVSテレビ制作） - 刑事
  - フルムーン旅情ミステリー 第2作「みちのく殺人事件」（1990年、プロジェクト・エー）
  - 「地方記者・立花陽介1」（1993年） - 福本修造 役
  - 新任判事補（近代映画協会 / オセロット）
    - 第1作（1994年）
    - 第2作（1995年） - 事務官

  - 小京都ミステリー 第11作「伊予夢芝居殺人事件」（1994年） - 中井一夫 役
- 土曜ワイド劇場（ANB→EX）
  - 女弁護士 朝吹里矢子 第9作「相続欠格の謎 美しい未亡人3年目の疑惑」（1987年） - 加藤検事
  - アルプス秘湯推理旅行 タロット占いの死に神カードが…（1990年）
  - 牟田刑事官事件ファイル 第17作「能登-ヨコハマ四重殺人」（1992年）
  - 女刑事・柏木冴子 金沢・越前海岸連続誘拐殺人事件（1993年） - 高沢刑事
  - 西村京太郎トラベルミステリー 第43作「愛と殺意の津軽三味線」（2005年） - 木村宏
- 鬼平犯科帳 第1シリーズ 第23話「用心棒」（1990年、CX / 松竹） - 馬越の仁兵衛
- ゴリラ・警視庁捜査第8班 第37話「ビコーズ・その理由」（1990年、ANB / 石原プロ）
- 刑事貴族2 第29話「甘い誘惑」（1991年、NTV / 東宝） - 村松（竜神会元幹部）
- 裏刑事-URADEKA- 第5話「宝石強盗犯の妹を救え!」（1992年、ABC / 松竹芸能） - 氷室巌（中光物産社長）
- お助け同心が行く! 第7話「名刀・辻斬り」（1993年、TX） - 笹沼帯刀
- 銭形平次 第5シリーズ 第3話「深夜の告白」（1995年、CX） - 大綱の角三
- 風の刑事・東京発! 第19話「狙われた新婚旅行! 裏金作りの女」（1996年、ANB / 東映）
- はみだし刑事情熱系（ANB / 東映）
  - PART2 第17話「殺人時効8時間前!! 逃走した命の恩人」（1998年）
  - PART3 第19話「2月17日の恐怖! 命を賭けた殺人ゲーム」（1999年）
- 金さんvs女ねずみ 第8話「二代目極道の妻」（1998年、ANB / 東映）
- 私立探偵 濱マイク 第6話「名前のない森」（2002年、YTV）
- 日曜劇場 / 砂の器（2004年、TBS）

### 映画
- 第五福竜丸（1959年、近代映画協会 / 新世紀映画）
- 嵐を突っ切るジェット機（1961年、日活）
- 零戦黒雲一家（1962年、日活）
- 花と竜（1962年、日活）
- 野獣の青春（1963年、日活）
- 太陽への脱出（1963年、日活）
- 銀座の次郎長（1963年、日活）
- 関東無宿（1963年、日活）
- 君も出世ができる（1964年、東宝）
- 花と怒濤（1964年、日活）
- 春婦伝（1965年、日活）
- 投げたダイスが明日を呼ぶ（1965年、日活）
- 悪党（1965年、近代映画協会 / 東京映画）
- 東京流れ者（1966年、日活）
- 殺るかやられるか（1966年、日活）
- 夜霧の慕情（1966年　日活）
- 七人の野獣（1967年、日活）
- 遊侠三国志 鉄火の花道 (1968年、日活)
- 藪の中の黒猫（1968年、近代映画協会 / 日本映画新社）
- 大幹部 無頼（1968年、日活）
- かげろう（1969年、近代映画協会 / 松竹）
- 女の警察 乱れ蝶（1970年、アロー・エンタープライズ / 日活）
- どですかでん（1970年、四騎の会 / 東宝）
- 裸の十九才（1970年、東宝）
- 激動の昭和史 沖縄決戦（1971年、東宝） - 連隊区司令部将校[7]
- 婉という女（1971年、ほるぷ映画）
- 官能地帯 哀しみの女街（1972年、日活）
- 哀愁のサーキット（1972年、日活）
- 不良少女 野良猫の性春（1973年、日活）
- 昭和おんなみち 裸性門（1973年、日活）
- 人間革命（1973年、シナノ企画 / 東宝）
- 大江戸性盗伝 -女斬り-（1973年、日活）
- 四畳半襖の裏張り（1973年、日活）
- 実録エロ事師たち（1974年、日活）
- 四畳半襖の裏張り しのび肌（1974年、日活）
- 昼下りの情事 噂の看護婦（1974年、日活）
- 人妻セックス地獄（1974年、東映京都）
- わが道（1974年、近代映画協会）
- 赤線玉の井 ぬけられます（1974年、日活）
- 宵待草（1974年、日活）
- 実録阿部定（1975年、日活）
- 女高生飼育（1975年、東映京都）
- 残酷 黒薔薇私刑（1975年、日活）
- 濡れた欲情・ひらけ!チューリップ（1975年、日活）
- やさぐれ刑事（1976年、松竹）
- 淫絶未亡人（1976年、日活）
- 好色演戯　濡れ濡れ（1976年、日活）
- 真夏の夜の情事　悶え（1976年、日活）
- 不連続殺人事件（1977年、タツミキカク / ATG）
- 八甲田山（1977年、橋本プロ / シナノ企画 / 東宝）
- ホテル強制わいせつ事件　犯して!（1977年、日活）
- 実録不良少女 姦（1977年、日活）
- 夢野久作の少女地獄（1977年、日活）
- 詩雨おばさん（1977年、緑豆社）
- 団地妻 犯された肌（1977年、日活）
- 順子わななく（1978年、日活）
- 出張トルコ また行きます（1978年、日活）
- 高校大パニック（1978年、狂映舎 / にっかつ）　- 米重満州男
- 野性の証明（1978年、角川春樹事務所 / 東映）
- 鬼畜（1978年、松竹）
- ひと夏の秘密（1979年、にっかつ）
- 蘇える金狼（1979年、角川春樹事務所 / 東映）
- 太陽を盗んだ男（1979年、キティ・フィルム / 東宝）
- 団鬼六 少女縛り絵図（1980年、にっかつ）
- 薔薇の標的（1980年、 東映）
- 戒厳令の夜（1980年、白夜プロ / 東宝）
- 単身赴任 新妻の秘密（1980年、にっかつ）
- 野獣死すべし（1980年、角川春樹事務所 / 東映）
- 快楽学園 禁じられた遊び（1980年、にっかつ）
- ズームアップ 暴行白書（1981年、にっかつ）
- ええじゃないか（1981年、今村プロ / 松竹） - 北町奉行所与力
- 看護婦日記 獣じみた午後（1982年、にっかつ）
- 肉奴隷 悲しき玩具（1982年、にっかつ）
- 海峡（1982年、東宝）
- セクシードール 阿部定3世（1983年、にっかつ）
- 暗室（1983年、にっかつ）
- 晴れ、ときどき殺人（1984年、東映セントラルフィルム）
- 瓶詰め地獄（1986年、にっかつ）
- 美姉妹・喘ぐ!（1986年、にっかつ）
- マルサの女（1987年、伊丹プロ / ニュー・センチュリー / 東宝）
- あぶない刑事（1987年、NTV / 東映）
- きけ、わだつみの声 Last Friends（1995年、バンダイ / 東映）
- 修羅がゆく9 北海道進攻作戦（1999年、東映ビデオ）- 西野広
- 三文役者（2000年、アリゴス・フィルム / オセアニック）
- EUREKA（2001年、電通 / IMAGICA / サンセントシネマワ）
- 月の砂漠（2003年、レントラックジャパン / サイバー・エージャ）
- 草の乱（2004年）

### 舞台
- 怪しき村の旅人（1958年、劇団青年座 / 赤坂公会堂） - 村の青年[6]

### 吹き替え

#### 映画
- アイズ・ワイド・シャット（ヴィクター・ジーグラー〈シドニー・ポラック〉）
- アニマル・ハウス（ジェニングス教授〈ドナルド・サザーランド〉）※テレビ朝日版
- アメリカン・スウィートハート（ラリー・キング）
- ウィークエンド（レプ〈ドン・ストラウド〉）
- ウィンチェスター銃'73 ※NET版
- 王家の谷（マーク・ブランドン〈ロバート・テイラー〉）
- オルカ（スウェイン〈スコット・ウォーカー〉）※TBS版
- 海賊船シーデビル号の冒険（ギリアット〈ロック・ハドソン〉）
- 顔のない天使（ウェイン・スターク〈ジェフリー・ルイス〉）
- 渇いた太陽（チャンス・ウェイン〈ポール・ニューマン〉）※TBS版
- ガンクレイジー（キンケイド〈マイケル・アイアンサイド〉）
- 史上最大の作戦（従軍牧師〈ジョン・グレッグソン〉）※テレビ東京版
- 蜘蛛女（ドン・ファルコーネ〈ロイ・シャイダー〉）※ソフト版
- クロスゲージ（ケニー・ラックミル〈ポール・ソルヴィノ〉）
- クラス・オブ・1999（ラングフォード〈マルコム・マクダウェル〉）※ソフト版
- 告発の行方（ダンカン保安官）※フジテレビ版
- コンタクト（デイヴィッド・ドラムリン〈トム・スケリット〉[8]）※ビデオ版
- サウス・キャロライナ/愛と追憶の彼方（ヘンリー・ウィンゴ〈ブラッド・サリヴァン〉）
- シェナンドー河（サム〈ダグ・マクルーア〉）※TBS版
- ジェニファー8（フレディ・ロス〈ランス・ヘンリクセン〉）
- 7月4日に生まれて（チャーリー〈ウィレム・デフォー〉）※VHS版
- スタートレックIV 故郷への長い道（レナード・マッコイ〈ディフォレスト・ケリー〉[3]）※フジテレビ版
- スリーパーズ（キング・ベニー（ヴィットリオ・ガスマン））※ビデオ版
- 青春の城 コビントン・クロス（エドワード王〈マイルズ・アンダーソン〉）
- ダークエンジェル（スィッツァー捜査官）
- 007/消されたライセンス（フェリックス・ライター〈デヴィッド・ヘディソン〉、モンテロンゴ）※ANA機内上映版[9]
- 誰かに見られてる（TJ〈トニー・ディベネデット〉）※機内上映版
- デストラクション/制御不能（ジョン・タガート〈ロイ・シャイダー〉）
- デルタフォース2（ジョージ・フォガティ）
- 12モンキーズ（ドクター・ゴインズ〈クリストファー・プラマー〉）※フジテレビ版
- ノストラダムス（スカリゲル（F・マーリー・エイブラハム））
- ハートに火をつけて（マイロ〈デニス・ホッパー〉）※テレビ東京版
- パッセンジャー57 ※ビデオ版
- フレッシュ・アンド・ボーン 〜渇いた愛のゆくえ〜（ロイ・スウィーニー〈ジェームズ・カーン〉）
- ブロークン・アロー（クリーリー空軍司令官〈ダニエル・フォン・バーゲン〉）※日本テレビ版
- ブロンディー/女銀行強盗（ジャック・シュミット〈テレンス・スタンプ〉）※ソフト版
- ボーダーライン（カール・J・リチャーズ〈バート・レムゼン〉）
- 保険調査員フランク25
- マーフィの戦い（ラウクス艦長〈ホルスト・ヤンセン〉）
- ミミック（ゲイツ博士〈F・マーリー・エイブラハム〉）※ビデオ版
- 掠奪の町（ダニー〈ウィリアム・ホールデン〉）
- 若草物語（ジョン・ブルック）※東京12ch版

#### ドラマ
- アボンリーへの道（アレック・キング[3]〈セドリック・スミス〉）
- アメリカン・ヒーロー（ジョニー〈マイケル・バセレオン〉）
- インディ・ジョーンズ/若き日の大冒険（ブランティエ）
- X-ファイル ※テレビ朝日版
  - シーズン1 第18話「奇跡の人」
  - シーズン3 第11話「黙示」（パトリック・フィンドレー牧師〈R・リー・アーメイ〉）
- ザ・ホワイトハウス シーズン2 #3（ニンバラ大統領〈ゼイクス・モカエ〉）
- シャーロック・ホームズの冒険 第5シリーズ 第32話「這う人」（プレスベリ教授〈チャールズ・ケイ〉）
- 主任警部モース
- 大草原の小さな家（ホレース）
- 南北戦争物語 愛と自由への大地（プレストン・スミス）
- 弁護士ジャッド #14（ロニー・クエリド保安官〈アール・ホリマン〉）

### テレビアニメ
- わんぱく探偵団（1968年） - 明智小五郎[10]
- ふしぎなメルモ（1971年）
- ルパン三世 (TV第1シリーズ)（1971年） - パイカル
- アニメドキュメント ミュンヘンへの道（1972年）
- 宝島（1978年） - スモレット[11]
- 鬼神童子ZENKI（1995年） - 大僧正
- こちら葛飾区亀有公園前派出所（1996年 - 2004年） - 屯田五目須（初代）[12]
- 天空のエスカフローネ（1996年） - ゾディア・クゥ、司祭

### 劇場アニメ
- こちら葛飾区亀有公園前派出所 THE MOVIE（1999年） - 屯田五目須[13]
- 夢かける高原 清里の父 ポール・ラッシュ（2002年） - ダグラス・マッカーサー[14]
- こちら葛飾区亀有公園前派出所 THE MOVIE2 UFO襲来! トルネード大作戦!!（2003年） - 屯田五目須

### ゲーム
- ブリガンダイン グランドエディション（2000年、PS） - コール、ドーガル